# 화순열린도서관
화순열린도서관은 전라남도 화순군 소재의 군립 도서관이다.

## 연혁
- 2011년 7월 25일 개관.

## 시설현황
- 4층: 어린이자료실, 디지털자료실, 열람실
- 3층: 종합자료실, 사무실, 다목적실, 수서정리실

## 이용 안내
이용 시간
휴관일
- 매주 월요일
- 1월 1일, 설·추석 연휴
- 그 밖에 시설 정비 등 군수 또는 수탁자가 필요하다고 인정하여 정하는 날